# 里奇·凯利
理查德·赖兰·凯利（英語：Richard Ryland Kelley，1953年3月23日—），美国NBA联盟前职业篮球运动员。他在1975年的NBA选秀中第1轮第7顺位被新奥尔良爵士选中。